# Glaucidium (sova)
Glaucidium je rod pritlikavih sov, ki pripadajo družini pravih sov (Strigidae); drugače poimenovane tudi pigmejske sove (angl. Pigmy owl). 

## Vrste
- Glaucidium passerinum, mali skovik
- Glaucidium brodiei
- Glaucidium perlatum
- Glaucidium californicum
- Glaucidium gnoma
- Glaucidium cobanense
- Glaucidium hoskinsii
- Glaucidium costaricanum
- Glaucidium nubicola
- Glaucidium jardinii
- Glaucidium bolivianum
- Glaucidium palmarum
- Glaucidium sanchezi
- Glaucidium griseiceps
- Glaucidium parkeri
- Glaucidium hardyi
- Glaucidium mooreorum
- Glaucidium minutissimum
- Glaucidium brasilianum
  - Glaucidium (brasilianum) ridgwayi
- Glaucidium tucumanum
- Glaucidium peruanum
- Glaucidium nanum
- Glaucidium siju
- Glaucidium tephronotum
- Glaucidium sjostedti
- Glaucidium cuculoides
- Glaucidium castanopterum
- Glaucidium radiatum
- Glaucidium castanonotum
- Glaucidium capense
  - Glaucidium (capense) ngamiense
  - Glaucidium (capense) scheffleri
- Glaucidium albertinum
- Glaucidium castaneumv

Domnevno prazgodovinska vrsta "Glaucidium" dickinsoni je sedaj priznana kot Athene cunicularia (kunčja sova)